# Марсо, Франсуа Северен
Франсуа́ Севере́н Марсо́-Дегравье́ (фр. François Séverin Marceau-Desgraviers; 1 марта 1769, Шартр — 21 сентября 1796, Альтенкирхен (Вестервальд)) — французский генерал времён Революционных войн. В 1793 году был одним из командующих республиканскими силами в Вандее, в октябре 1793 года республиканские войска Клебера и Марсо разбили вандейцев при Шоле. В 1794 году командовал дивизией в арденнской армии, возглавлял правый фланг в победоносной битве  при Флерюсе (26 июня), в 1796 году под командованием Журдана осаждал Майнц.

## Биография

### Солдат и революционер
Родился в Шартре. В 16 лет убежал из дома, чтобы завербоваться в армию рядовым.
Находясь в отпуску в Париже в июле 1789 года, примкнул к штурмующим Бастилию. Возвратившись на родину, в Шартр, он был назначен инструктором Национальной гвардии, а после начала войны с Первой антифранцузской коалицией был произведён в офицеры в Арденнской армии маркиза Лафайета стал во главе батальона волонтеров, с которым участвовал в защите Вердена в 1792 году. После дезертирства Лафайета Марсо удерживал офицеров, желавших последовать за ним, со словами: «Отечество важнее наших генералов; наше место на границе, а вы показываете спину неприятелю». Именно его отряду выпало передать прусским войскам предложение о капитуляции французского гарнизона. 
Направленный в действующую армию сразу после начала военных действий, Марсо отличился настолько, что был повышен до подполковника кирасир и переброшен в Западную армию для усмирения контрреволюционного восстания в Вандее, где он в итоге и сдружился с генералом Клебером. Чуть позже, выбирая, кого назначить командующим военными частями в Вандее, Комитет общественного спасения отдал предпочтение Марсо из-за независимого резкого характера Клебера, кандидатура которого также рассматривалась.

### В Вандее

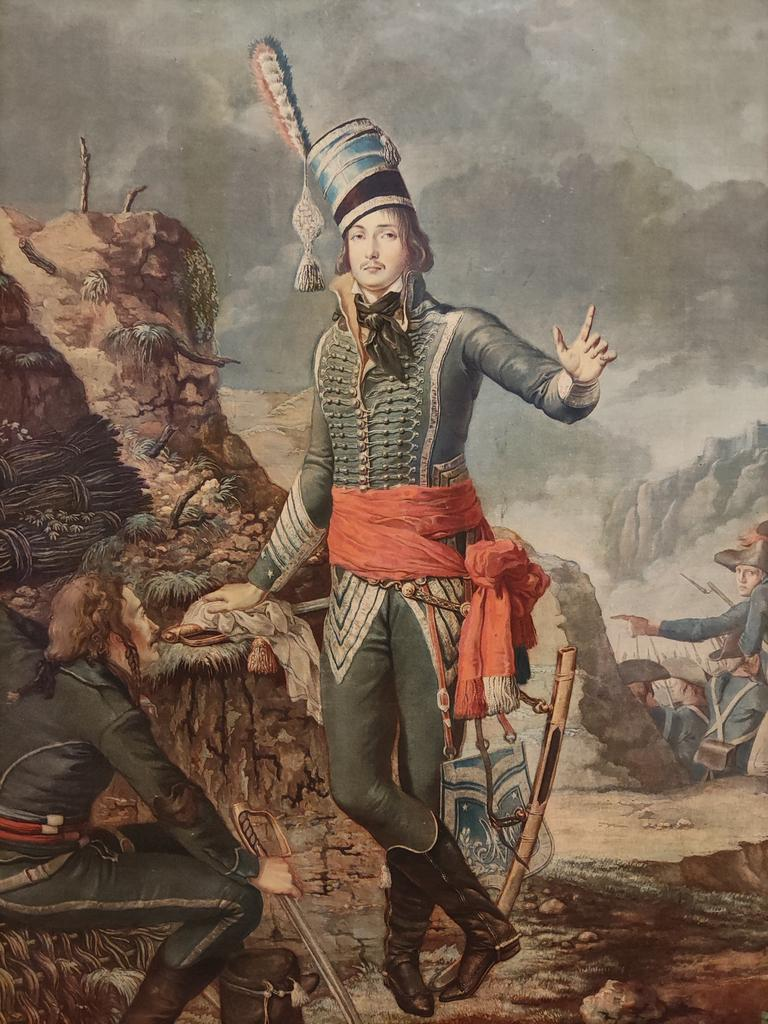
Антуан Сержан. Генерал Франсуа-Северен Марсо-Дегравье (1798)

В апреле 1793 года Марсо был послан в Вандею. Там он рассорился с якобинским депутатом конвента и народным представителем при Западной армии Пьером Бурботтом, который велел его арестовать. Марсо был, однако, выпущен на свободу перед сражением за Сомюр, во время которого, когда пал конь Бурботта, Марсо отдал ему своего со словами: «Садитесь скорее. Я предпочитаю быть убитым или взятым в плен, чем видеть представителя народа в руках этих разбойников». Бурботт сам хлопотал о его производстве в бригадные генералы.
Командование Марсо в Шантонне (5 сентября 1793 года) принесло ему звание бригадного генерала в 24-летнем возрасте. 17 октября он принял участие в битве при Шоле, где началась его дружба с Жаном-Батистом Клебером. Французской армией командовал генерал Жан Лешелль, но именно действия Клебера и Марсо решили исход всего боя. 18 ноября 1793 года Марсо выручил неожиданно атакованный вандейцами отряд Вестермана и разбил неприятеля при Огрене. После этого он временно командовал корпусом Жана-Антуана Россиньоля. 

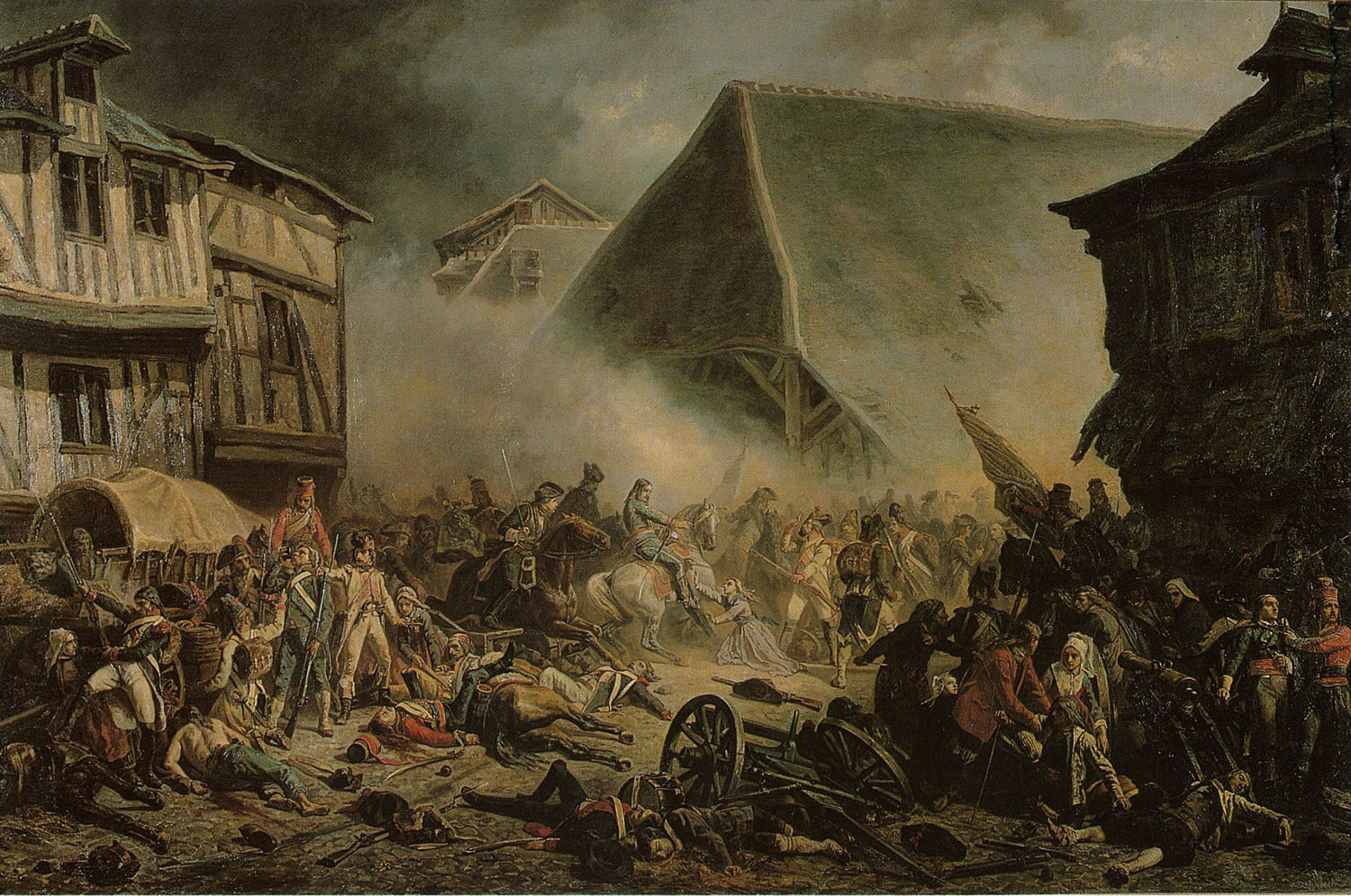
Генерал Марсо (в центре картины) в битве с вандейцами за город Ле-Ман.

12 декабря 1793 года Марсо победил вандейцев под началом Анри де Ларошжаклена при Понтлье и овладел Ле-Маном. Гуманность, выказанная им при этом, послужила его завистникам поводом обвинить его в измене и отозвать его. Ещё одним поводом был его роман с 18-летней вандейкой Анжеликой де Мелье, взятой с оружием в руках, а потому подлежавшей смертной казни, от которой её не спасло даже заступничество Марсо. Более того, и он, и Клебер сами оказались под угрозой, но Бурботт поспешил в Париж, чтобы защитить их. 
Лишь в походе 1794 года Марсо получил командование дивизией сначала в Арденнской, затем в Самбро-Маасской армии. Марсо вместе с генералом Клебером был назначен в Самбро-Маасскую армию под командование генерала Журдана. Отличился в битве при Флерюсе и занял Кобленц 13 октября 1794 года. В 1795 году принял участие в осаде Эренбрейтштейна и отогнал австрийцев от Штромберга. 
При отступлении дивизии Жана-Батиста Бернадота от Нейвида Марсо отдал приказ сжечь мост после прохода войск, однако по недоразумению его зажгли преждевременно. Эта ошибка так ошеломила Марсо, считавшего себя его виновником, что он предпринял попытку самоубийства, выстрелив себе в висок из пистолета, но его адъютант и друг детства Могар успел вовремя оттолкнуть оружие, после чего Марсо и Клебер совместно сумели остановить наступление австрийцев.

### Гибель

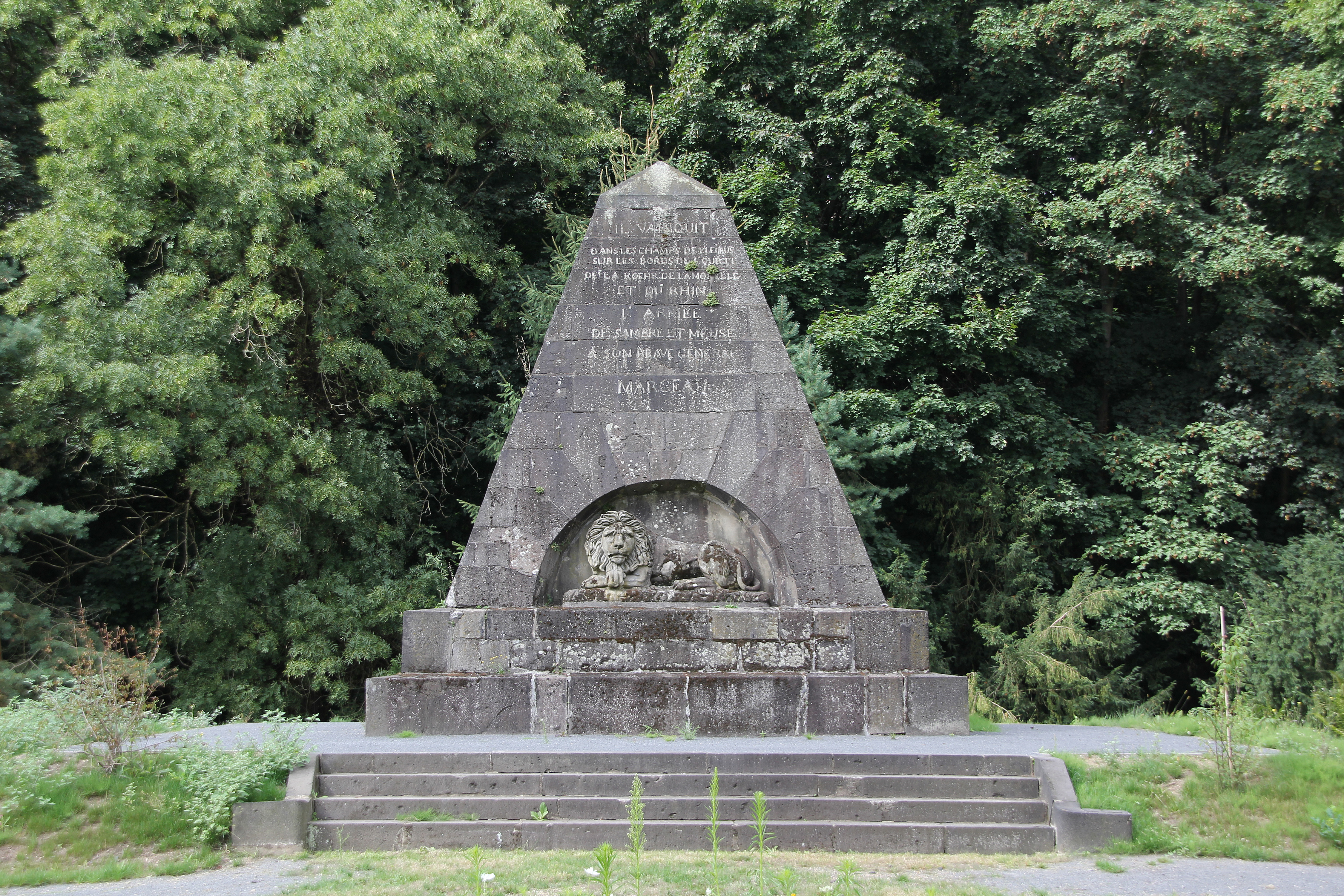
Могила Марсо-Дегравье на Французском кладбище в Кобленце

В 1796 году главнокомандующий Моро поручил ему командование двумя дивизиями, с которыми он блокировал Майнц и Эренбрейтштейн, но при обратном движении Журдана принужден был отступить. Командуя арьергардом, он был смертельно ранен в схватке при Гехстенбахе и умер 23 сентября 1796 года в Альтенкирхене.
Смертельно раненый Марсо просил товарищей добить его, чтобы не достаться врагам. Но никто не решился этого сделать. Сам Журдан прискакал проститься с Марсо, однако был вынужден отступить вместе с войсками, и смог только написать австрийцам записку с просьбой позаботиться об умирающем. Австрийцы отнеслись к Марсо с почтением, а австрийский эрцгерцог даже прислал своего хирурга и вскоре прибыл сам, но опоздал.
Марсо был похоронен в Кобленце. Проект мемориала своему другу начертил генерал Клебер, в молодости увлекавшийся архитектурой. В том же мавзолее через год был похоронен генерал Гош. В 1889 году останки Марсо были перенесены в парижский Пантеон.

## Память
Статуя Марсо украшает Лувр со стороны улицы Риволи рядом с фигурами других великих военачальников. 
Конная статуя военачальника установлена перед одним из зданий военной школы Сен-Сир.
На Триумфальной арке в Париже на одном из шести барельефов, со стороны Елисейских полей справа, изображены похороны генерала Марсо. Его имя также высечено на северной стене арки.
В Шартре, родном городе генерала, уже в 1801 году был возведён обелиск в его честь. Площадь, на которой он установлен, называется площадь Марсо. Позднее к нему добавились бронзовый памятник, мемориальная доска на доме, где родился будущий военачальник и лицей имени генерала Марсо.
Французский актёр-мим Марсель Марсо (настоящая фамилия Манжель) выбрал свой псевдоним в честь генерала Марсо, сражаясь в рядах французского Сопротивления. Актриса Софи Марсо (настоящая фамилия Мопю) выбрала свой псевдоним в честь парижской улицы Марсо, названной в честь генерала.
О Марсо высоко отзывается Джордж Ноэл Гордон Байрон в поэме «Паломничество Чайльд-Гарольда»:

LVI

Под Кобленцем есть холм, и на вершине

Простая пирамида из камней.

Она не развалилась и доныне,

И прах героя погребен под ней.

То был наш враг Марсо, но тем видней

Британцу и дела его, и слава.

Его любили — где хвала верней

Солдатских слез, пролитых не лукаво?

Он пал за Францию, за честь ее и право.

LVII

Был горд и смел его короткий путь.

Две армии — и друг и враг — почтили

Его слезами. Странник, не забудь

Прочесть молитву на его могиле!

Свободы воин, был он чужд насилий

Во имя справедливости святой,

Для чьей победы мир в крови топили,

Он поражал душевной чистотой.

За это и любил его солдат простой.

Оригинальный текст (англ.)LVI

By Coblentz, on a rise of gentle ground,

There is a small and simple pyramid,

Crowning the summit of the verdant mound;

Beneath its base are heroes' ashes hid,

Our enemy's – but let not that forbid

Honour to Marceau! o'er whose early tomb

Tears, big tears, gush'd from the rough soldier's lid,

Lamenting and yet envying such a doom,

Falling for France, whose rights he battled to resume.

LVII

Brief, brave, and glorious was his young career, —

His mourners were two hosts, his friends and foes;

And fitly may the stranger lingering here

Pray for his gallant spirit's bright repose;

For he was Freedom's champion, one of those,

The few in number, who had not o'erstept

The charter to chastise which she bestows

On such as wield her weapons; he had kept

The whiteness of his soul, and thus men o'er him wept.

## Галерея

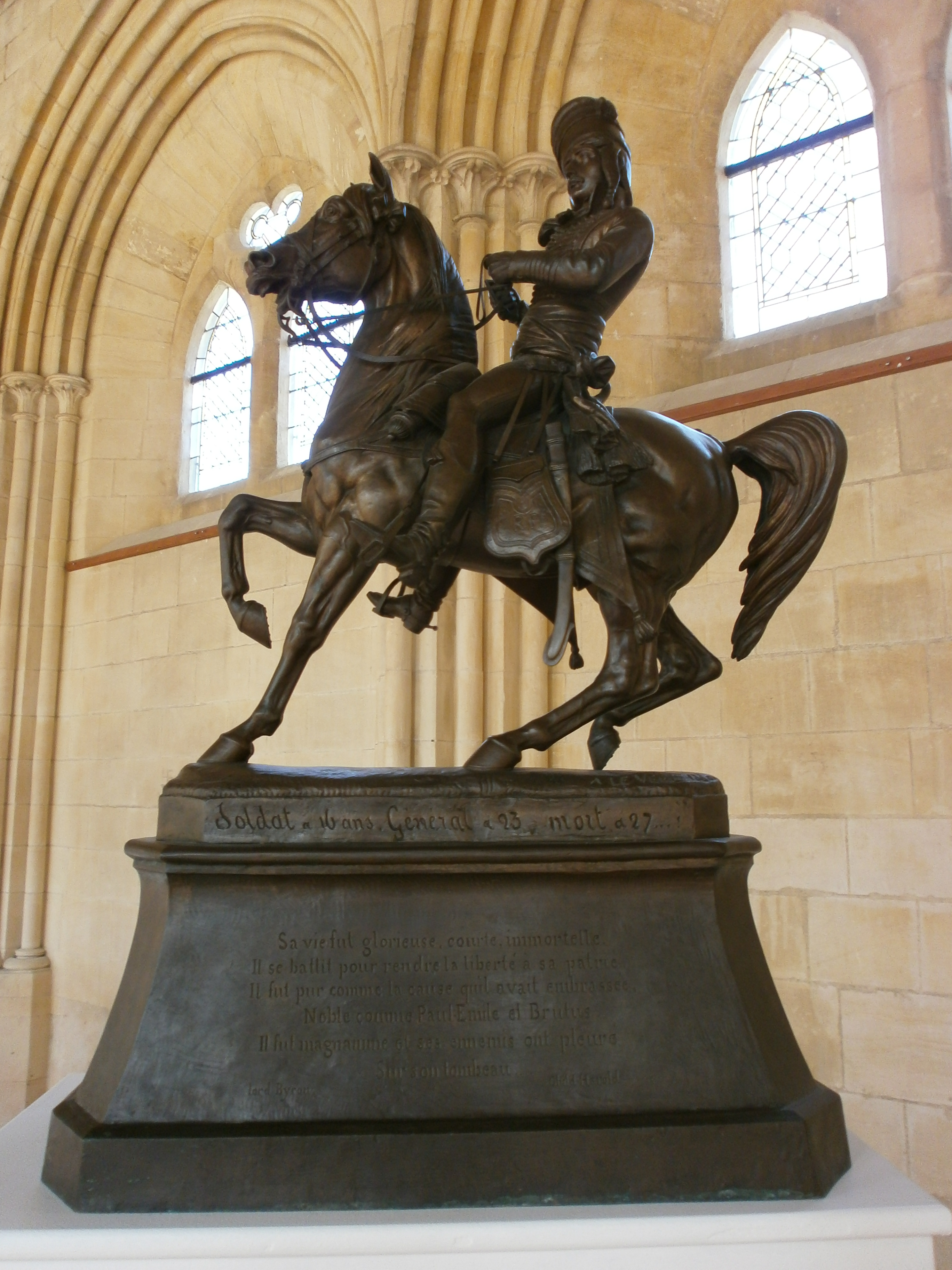
Бронзовая статуя генерала Марсо в одном из французских музеев.
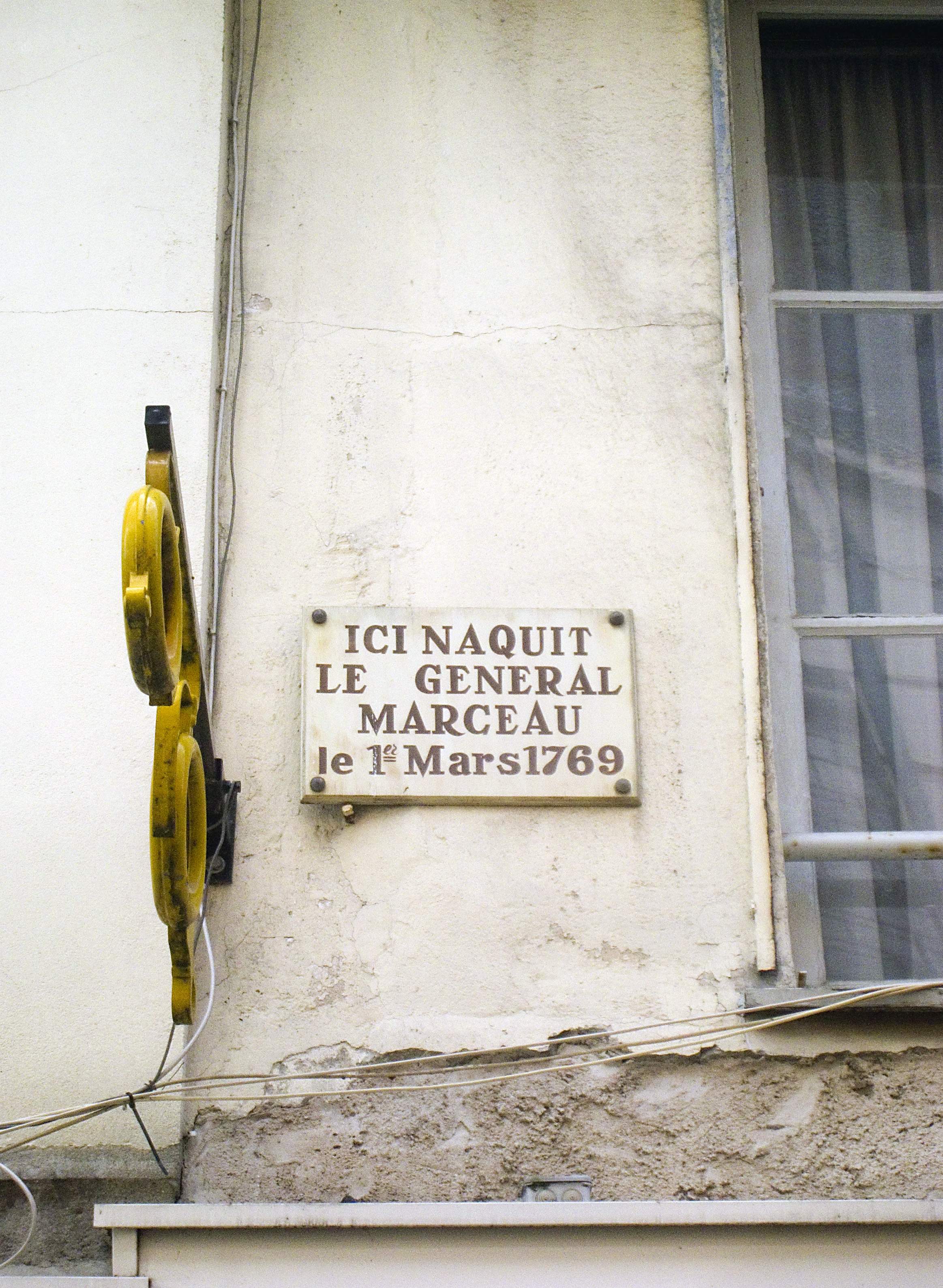
Мемориальная доска на доме генерала Марсо в Шартре.
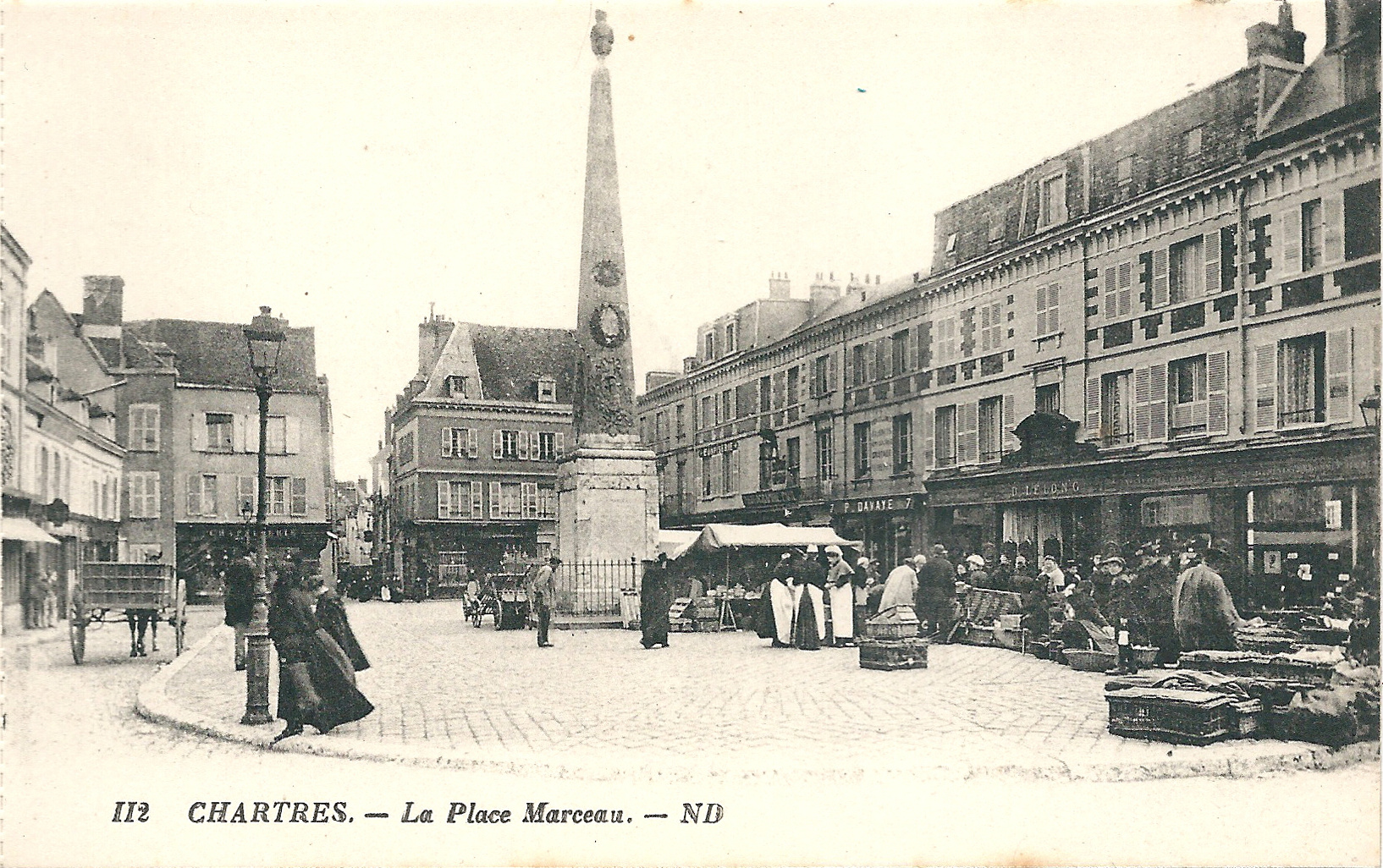
Обелиск Марсо в Шартре на старинной открытке.
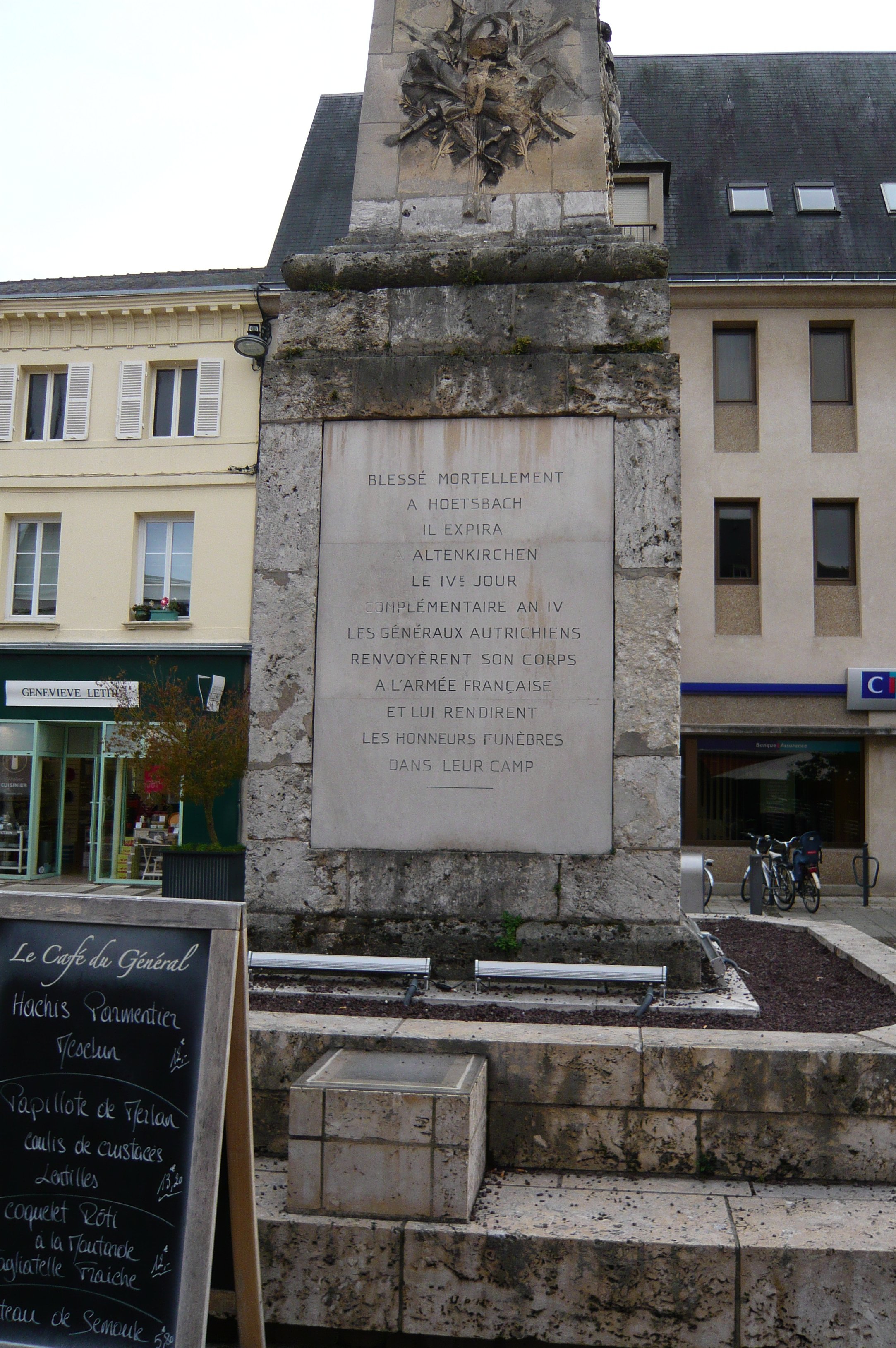
Обелиск Марсо в Шартре в наши дни. Нижняя часть.
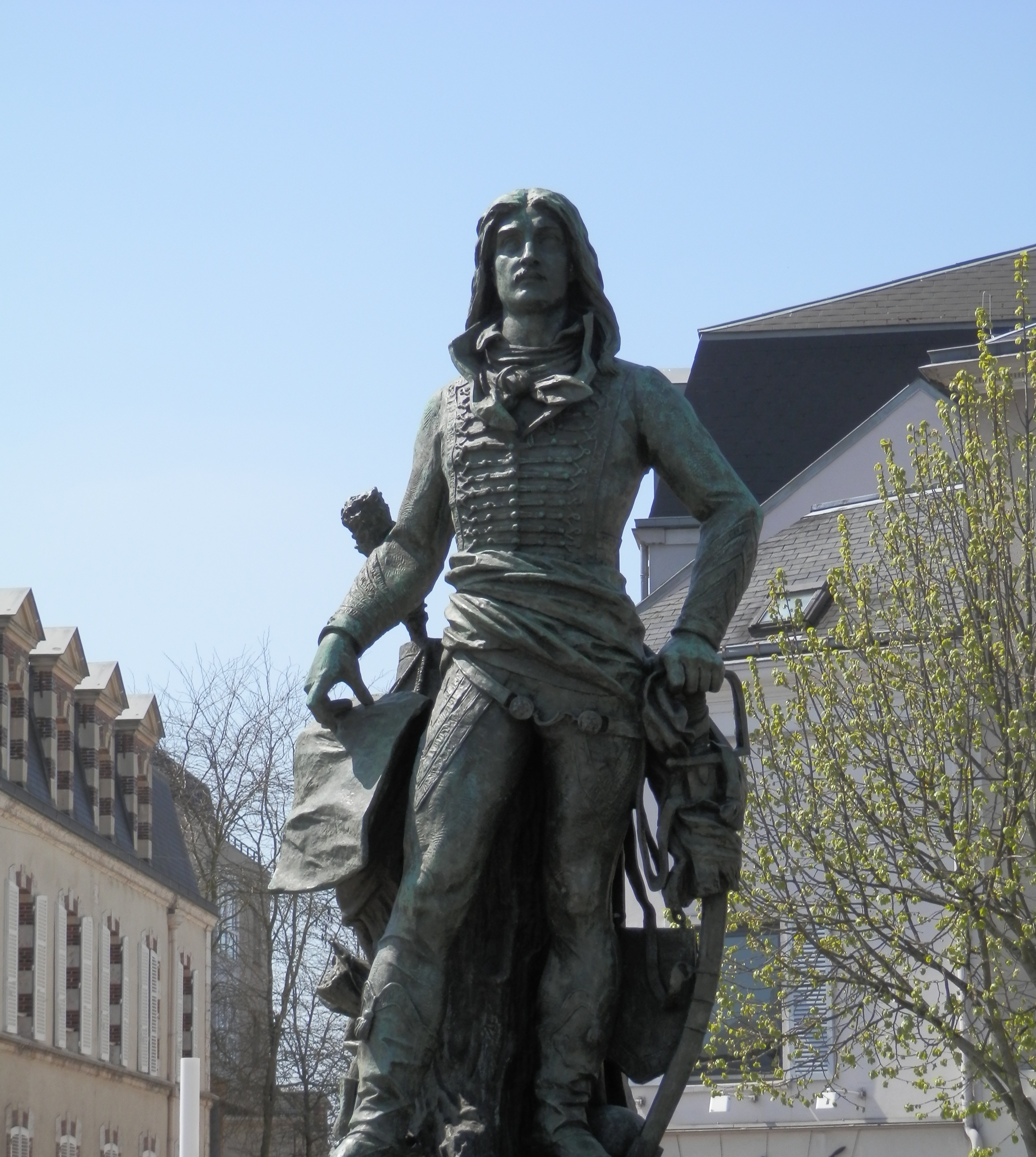
Памятник Марсо в Шартре.
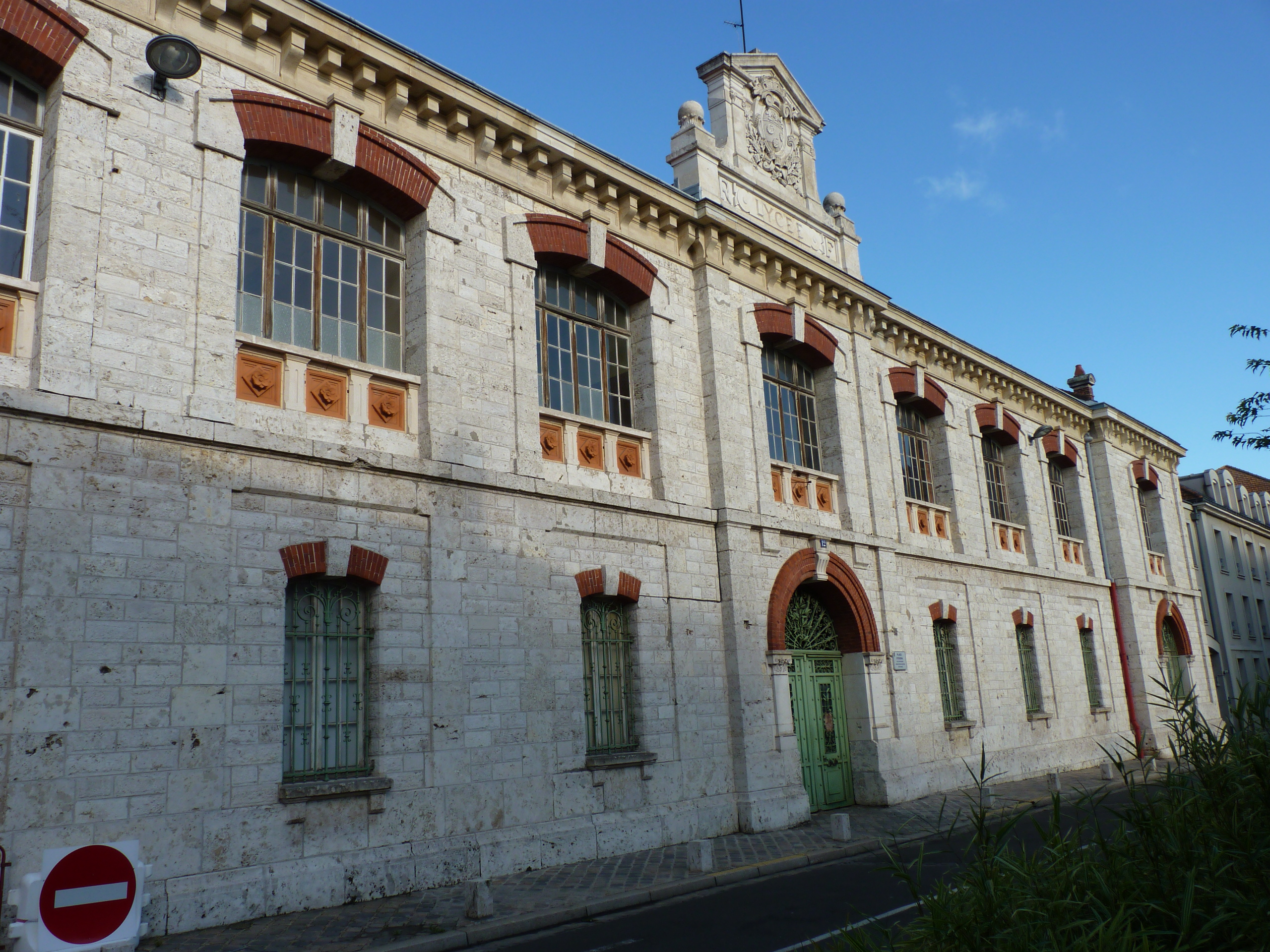
Лицей Марсо в Шартре.
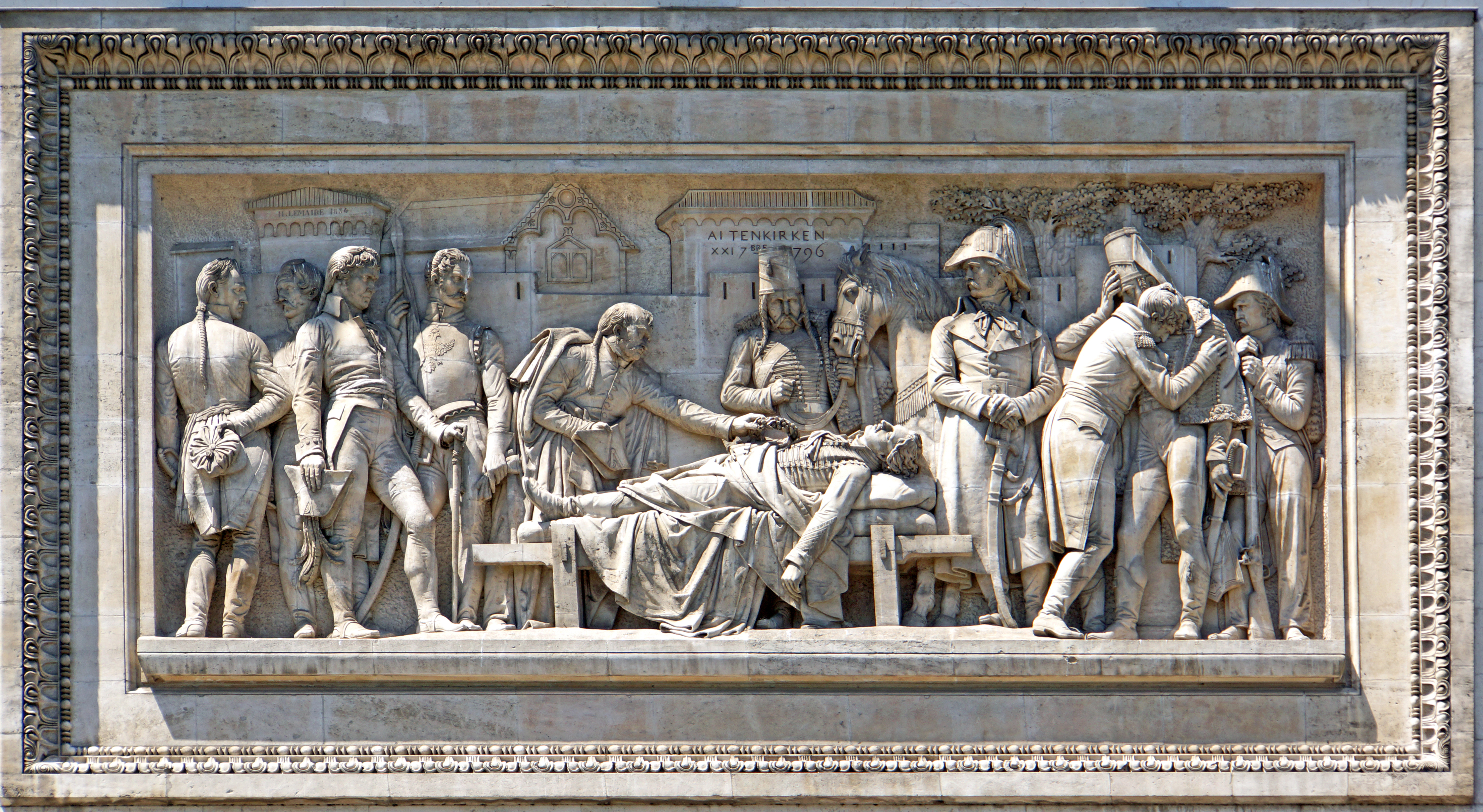
Барельеф на Триумфальной арке в Париже.